# Бранденбург (маркграфство)
Вижте пояснителната страница за други значения на Бранденбург.
Маркграфство Бранденбург (на немски: Mark Brandenburg) e средновековно маркграфство на Свещената Римска империя от 1157 до 1815 г., когато е преобразувано в Провинция Бранденбург (1815 – 1946).
През 1356 г. е признато в Златната Була като едно от седемте курфюрства.
Маркграфство Бранденбург обхваща голяма част от днешен Бранденбург, Берлин, Алтмарк и Ноймарк с Щернберг, който днес отчасти принадлежи към полските Любушко войводство и Западнопоморско войводство.
През 1157 – 1320 г. маркграфството е управлявано от Асканите.
Албрехт Мечката (* 1100, † 18 ноември 1170) е 1157 г. основател на маркграфство Бранденбург и негов първи маркграф. Неговият син Ото I († 8 юли 1184) е от 1170 вторият маркграф на маркграфствоto.
През 1323 – 1373 г. маркграфството е управлявано от Вителсбахите. Лудвиг I е първият маркграф от Вителсбахите 1323 – 1351 г.
През 1373 – 1415 г. Маркграфството Бранденбург е управлявано от Люксембургите. Император Карл IV е крал на Бургундия от 1365 до 1378 г.
През 1415 – 1815 г. Маркграфството Бранденбург е управлявано от Хоенцолерните с първия им маркграф Фридрих VI от Нюрнберг. Последният маркграф е Фридрих Вилхелм III от 1797 до 1806 г., когато Свещената Римска империя прекратява да съществува.